# Nisoscolopocerus apiculatus
Nisoscolopocerus apiculatus är en insektsart som beskrevs av Barber 1928. Nisoscolopocerus apiculatus ingår i släktet Nisoscolopocerus och familjen bredkantskinnbaggar. Inga underarter finns listade i Catalogue of Life.